# 劉瑄 (崇禎進士)
劉瑄（？—17世紀），本名劉志夔，字他山，湖廣常德府澧州人，明朝、南明政治人物。

## 生平
劉瑄是天啟四年（1624年）甲子科舉人，崇禎十三年（1640年）成進士，獲授檢討，因為母親逝世辭官。張獻忠攻破澧州，帶著父親到慈利避難；得知北京失守後，他咬破指頭寫下血書，交託弟弟照養父親終老，即將自盡。家人都包圍守著他，父親更加哭著勸告他不要自盡，於是他打消這念頭。弘光、隆武年間，朝廷改任劉瑄為右中允、侍讀，均未赴任。湖南失陷，父親去世，他跟從何騰蛟、堵胤錫起兵，累官太常卿；後來到衡山出家為僧，每逢朔望向北大聲號哭，又和瞿式耜寫詩，流傳後世。

## 引用
1. 1 2  同治《直隸澧州志·卷　·選舉志》：進士……明……劉志夔 崇楨庚辰科魏藻德榜，改名瑄，詳舊志忠義…………舉人……明……劉志夔 天啟甲子科，威宗崇禎庚辰進士，改名瑄
2. 1 2  錢海岳《南明史·卷五十八·列傳第三十四》：（劉）瑄，字他山，澧州人。崇禎十三年進士。授簡討，以母憂歸。獻忠破澧，奉父避慈利。聞北京亡，囓指血作書，託弟終養老父，將自盡。家人羅守之，父泣諭，乃止。
3. ↑  錢海岳《南明史·卷五十八·列傳第三十四》：弘光、隆武時，遷右中允、侍讀，未赴。湖南陷，父歿，從何騰蛟、堵胤錫起兵，累擢太常卿。後入衡山為僧，朔望北向長號。和瞿式耜詩，為世傳誦。